# Iyana Halley
Iyana Halley (Brooklyn, Nueva York, 27 de enero de 1993) es una actriz estadounidense. Es conocida por haber aparecido en películas como True to the Game (2017) y sus secuelas, If Not Now, When? (2019), Dutch (2021), Licorice Pizza (2021) y Beast (2022).

## Biografía y carrera
Halley nació y creció en Brooklyn, Nueva York, y comenzó su carrera apareciendo en las series de televisión Justice for All with Judge Cristina Perez, Tosh.0, Family Time y The Mayor. En 2017, hizo su debut cinematográfico apareciendo en la película dramática True to the Game, y luego repitió su papel en sus secuelas en 2020 y 2021. En 2018, apareció en el episodio final de la miniserie de HBO Sharp Objects, y luego coprotagonizó la película dramática If Not Now, When?. En 2019, apareció en la miniserie I Am the Night, y protagonizó un episodio de la serie antológica de HBO Room 104. También ha aparecido en las películas The Hate U Give (2018), Nineteen Summers (2019), Dutch (2021), Between Forever (2021) y Licorice Pizza (2021).
En 2022, Halley interpretó el papel principal en la película de suspenso Wayward, y protagonizó junto a Idris Elba la película deacción y supervivencia Beast. Recibió críticas mixtas de los críticos y fue un fracaso en taquilla. En televisión, tuvo un papel recurrente en el drama de NBC This Is Us, y apareció como estrella invitada en dos episodios de la serie de comedia de ABC Abbott Elementary como la hija del personaje de Sheryl Lee Ralph. En 2022, apareció como estrella invitada en Law & Order: Special Victims Unit, y luego tuvo papeles recurrentes en Good Trouble y All American: Homecoming. En 2023, protagonizó la miniserie de BET+ Angel. También en 2023, Halley protagonizó junto a Garcelle Beauvais la película para televisión de Lifetime Black Girl Missing, interpretando el papel principal. En 2024, protagonizó la película de suspenso One Night Stay.

## Filmografía

### Películas
| Año  | Título             | Papel                 | Notas        |
| ---- | ------------------ | --------------------- | ------------ |
| 2017 | Sins of the Father | Casey                 | Cortometraje |
| 2017 | True to the Game   | Bria                  |              |
| 2018 | The Hate U Give    | Bianca                |              |
| 2019 | Skin in the Game   | Runway                |              |
| 2019 | Best of Life       | Hope Best             | Cortometraje |
| 2019 | Nineteen Summers   | Joven Porsha          |              |
| 2019 | If Not Now, When?  | Patrice (adolescente) |              |
| 2020 | Numb               | Tiana                 | Cortometraje |
| 2020 | Gone               | Alli                  | Cortometraje |
| 2020 | True to the Game 2 | Bria                  |              |
| 2021 | Black Prom         | Dahlia                | Cortometraje |
| 2021 | Dutch              | Sam                   |              |
| 2021 | Between Forever    | Gigi                  |              |
| 2021 | Real Talk          | Theresa               |              |
| 2021 | Licorice Pizza     | Brenda                |              |
| 2021 | True to the Game 3 | Bria                  |              |
| 2022 | Wayward            | Dawn                  |              |
| 2022 | Beast              | Meredith Samuels      |              |
| 2023 | Black Girl Missing | Lauren                |              |
| 2023 | Rock the Boat      | Sommer                |              |
| 2024 | One Night Stay     | Jessica               |              |
| 2024 | Rock the Boat 2    | Sommer                |              |

### Televisión
| Año       | Título                                    | Papel          | Notas                                                   |
| --------- | ----------------------------------------- | -------------- | ------------------------------------------------------- |
| 2013      | Justice for All with Judge Cristina Perez | Patty Holt     | 2 episodios                                             |
| 2015      | Tosh.0                                    | Adolescente    | 1 episodio                                              |
| 2016      | Una Palabra                               | Amber          | 1 episodio                                              |
| 2017      | Family Time                               | Joven Regina   | 1 episodio                                              |
| 2017      | The Mayor                                 | Tina           | 1 episodio                                              |
| 2018      | Sharp Objects                             | Mae            | 1 episodio                                              |
| 2019      | I Am the Night                            | Sharon         | Piloto                                                  |
| 2019      | Game Shakers                              | Chica #2       | 1 episodio                                              |
| 2019      | Room 104                                  | Zohara         | 1 episodio                                              |
| 2021      | On My Block                               | Aaliyah        | 1 episodio                                              |
| 2021      | Partners in Rhyme                         | Chloe          | 1 episodio                                              |
| 2021-2022 | This Is Us                                | Annie (adulta) | Invitada: Temporada 1, Papel recurrente: Temporada 2    |
| 2021-2023 | Good Trouble                              | Kendy          | Papel recurrente: Temporada 3, Invitada: Temporadas 4-5 |
| 2022-2023 | All American: Homecoming                  | Wilinda        | Papel recurrente: Temporadas 1-2                        |
| 2022-2024 | Abbott Elementary                         | Taylor Howard  | Papel recurrente: Temporada 1, Invitada: Temporada 3    |
| 2023      | Angel                                     | Sheree         | Papel recurrente                                        |

### Videos musicales
| Año  | Canción           | Artista                             |
| ---- | ----------------- | ----------------------------------- |
| 2016 | "Switching Lanes" | T.I. feat. Big K.R.I.T. & Trev Case |
| 2018 | "Boblo Boat"      | Royce da 5′9″ feat. J. Cole         |